# Jordberg
Jordberg är en fäbod i Leksands kommun, Siljansnäs socken och Näsbygge fjärding.
Fäboden ligger relativt högt 365 meter över havet, i svag sydsluttning.
Jordberg omtalades första gången i en osäker källa 1715, med säkerhet först 1731, och är därmed relativt sen. Den har i första hand varit långfäbod för Lundbjörkens by, och saknar åkermark.
Efter storskiftet på 1820-talet fanns nio stugor, sammanlagt 24 byggnader fördelade på 16 delägare. I Jordberg upphörde fäboddriften 1923. Långfäbodarna var oftast de första att överges när fäbodbruket upphörde. Idag finns sex stugor, tre fjös och ett härbre kvar på platsen.
Välbevarade långfäbodar är ovanliga, och Jordberg är därför klassificerad som ett Riksintresse för kulturmiljövård.